# 록맨 X6
《록맨 X6》(Mega Man X6)은 캡콤이 만든 액션게임 록맨 X의 6번째 작품이다.

## 시스템
전작과 마찬가지로 엑스, 제로 모두 정식 플레이 가능하지만, 초반 오프닝부터만 엑스로 플레이 가능하다.서브탱크도 E탱크 2개 W탱크 1개로 동일하다.

## 록맨 X6의 8 보스 일람
커맨더 얀마크(Commender Yanmark)
CV:타카기 와타루
왕잠자리 형태의 레프리로이드 약점은 인피니티 미지니온의 애로우 레이(X), 열광패(Z) 맞추면 눈 부셔한다.
무기
- X:얀마크 옵션(Yanmark Option) - 주변에 잠자리 모양의 메카(최대 3개)를 소환하여 공격과 방어 지원. 메카마다 일정량의 체력이 있다. 작은 모기 모양의 메카[6]를 파괴할 수 있다. 차지 시 사방으로 에너지볼을 발사한다.
- Z:얀마크 옵션(Yanmark Option) - 주변에 잠자리 모양의 메카(최대 3개)를 소환하여 공격과 방어 지원. 메카마다 일정량의 체력이 있다. 작은 모기 모양의 메카[6]를 파괴할 수 있다.

레이니 터틀로이드(Rainy Turtloid)
CV:이시카와 히데오
거북 형태의 레프리로이드로 본래 게이트가 제작한 수륙양용 레플리로이드로 수질개선팀의 일원이었다. 블리자드 볼팡을 쓰러뜨린 뒤 얻는 특수무기 아이스 버스트로 몸이 얼어버린다.
무기
- X:메테오 레인(Meteor Rain) - 위쪽으로 물방울을 발사. 물방울은 위아래로 1번 왕복한다. 차지 시 공중에서 많은 물방울이 생성된다.
- Z:원수참(円水斬) - 제자리에서 격렬하게 회전하여 세이버로 공격한다. 무적 버그 존재

시드나 셀던(Shieldner Sheldon)/실드 셀던(Shield Sheldon)
CV:스즈오키 히로타카
무기
- X:가드 셀(Guard Shell) - 앞쪽에 방패를 생성하여 적의 에너지 볼을 반사한다. 방패는 위치조정이 가능하다. 제로의 그림자[6]를 막을 수 있다. 차지 시 4개의 조개껍데기를 생성하여 에너지 볼을 발사한다.
- Z:가드 셀(Guard Shell) - 앞쪽에 방패를 생성하여 적의 에너지 볼을 반사한다. 엑스의 그림자[6]를 막을 수 있다. 세이버의 히트 판정이 늘어나는 버그가 있다.

블리자드 볼팡(Blizzard Wolfang)
CV:이시카와 히데오
게이트에 의해서 부활한 늑대 형태의 레프리로이드 약점 무기는 블레이즈 히트닉스의 마그마 블레이드(X)와 상염산(Z)으로 맞으면 몸이 경직된다. 후에 록맨 제로 4에 등장하는 펜리 루나엣지와 공통점이 많다.
무기
- X:아이스 버스트(Ice Burst) - 3개의 얼음조각을 발사. 큰 얼음조각 위에는 올라탈 수도 있다. 얼음 바닥[6]을 깨뜨릴 수 있다. 차지 시 대쉬를 하여 위아래로 얼음창을 발사한다.
- Z:빙랑아(氷狼牙) - 천장에 붙어 아래쪽으로 3개의 얼음창을 발사. 얼음 바닥[6]을 깨뜨릴 수 있다.

블레이즈 히트닉스(Blaze Heatnix)
CV:미키 신이치로
게이트에 의해서 부활한 불사조 형태의 레프리로이드 약점 기준으로 X는 그라운드 대쉬, Z는 상염산과 열광패를 제외한 모든 공격
무기
- X:마그마 블레이드(Magma Blade) - 세이버를 휘둘러 불덩어리를 발사. 마그마 덩어리[6]를 파괴할 수 있다. 차지 시 여러개의 새 모양의 불덩어리를 생성한다.
- Z:상염산(翔炎山) - 위쪽으로 세이버를 휘둘러 불기운으로 공격. 마그마 덩어리[6]를 파괴할 수 있다. 또한, 하이맥스의 움직임을 잠시동안 봉인시킬 수 있는 약점 무기이기도 하다.

인피니티 미지니온(Infinity Mijinion) 물벼룩 형태의 레프리로이드
CV:타카기 와타루
무기
- X:애로우 레이(Array Ray) - 레이저 빔을 발사. 레이저 빔은 벽에 부딪치면 위쪽으로 날아간다. 차지 시 엑스 주변으로 여러개의 레이저 빔을 발사한다.
- Z:열광패(裂光覇) - 레이저 빔으로 화면전체를 공격한다. 강한 무기인만큼 사용가능한 횟수가 적다.

메탈샤크 프레이어(Metalshark Prayer)/메탈 샤크 플레이어(Metal Shark Player)
CV:무기히토
귀상어 형태의 레프리로이드로 고도의 DNA 리서치 능력을 갖고 있어 레플리로이드의 잔해를 분석하고 재활용할 수 있는 파츠를 마음대로 선택하고 사용할 수 있다. 그의 그런 능력을 게이트가 눈을 여겨서 게이트에 의해서 부활하여 불법으로 규정된 레플리로이드 재생 실험을 하게 되어 게이트에게 많은 효율이 되고 있다. 보스전에는 고철더미에서 진행하는데 사용 패턴은 금속 닻을 던지며 공격하고 보통 상어처럼 샥스핀을 내놓고 고철더미에서 수영을 한다. 위에서 본 것처럼 레프리로이드를 재생하여 전작의 보스 록맨 X의 스팅 카멜리오, 록맨 X2의 마그네 햐쿠레거, 록맨 X3의 익스플로즈 호넥을 랜덤으로 소환시킨다. 약점은 레이니 터틀로이드의 특수무기 메테오 레인(X)과 원수참(Z)을 맞으면 몸이 흐물흐물 거린다.
무기
- X:메탈 앵커(Metal Anchor) - 강철 닻을 발사. 닻은 바닥에 바운드된다. 강철 블록[6] 을 파괴할 수 있다. 차지 시 여러마리의 스톰 이글리드를 소환한다.
- Z:낙강인(落鋼刃) - 강철 세이버로 아래로 공격. 세이버가 바닥에 닿을 시 닻이 생성되며, 닻은 바닥에 바운드된다. 강철 블록[6] 을 파괴할 수 있다.

그라운드 스카라비치(Ground Scaravich)
CV:아오노 타케시
쇠똥구리 형태의 레프리로이드로 스테이지는 박물관 센트롤 뮤지엄으로 유적, 우주, 해양, 공룡 에리어로 랜덤 전송이 되는 스테이지. 약점무기는 커맨더 얀마크의 얀마크 옵션 맞으면 번 디노렉스처럼 몸이 공중으로 떠오른다.
무기
- X:그라운드 대쉬(Ground Dash) - 바위를 발사하여 공격. 특정 블록[6] 을 이동 및 파괴할 수 있다. 차지 시 바위가 커지고 벽을 관통하며 파괴력이 향상된다. 하지만 특정 블록[6] 의 파괴가 불가능해진다.
- Z:선추참(旋墜斬) - 점프한 뒤 대각선으로 세이버로 공격. 특정 블록[6] 을 이동 및 파괴할 수 있다.

## 평가
| 평가 |          |
| --- | -------- |
| 통합 점수 통합사 점수 게임랭킹스 69% [ 8 ] 메타크리틱 65/100 [ 9 ] 평론 점수 평론사 점수 EGM 3.5 / 10 [ 10 ] 패미츠 28 / 40 [ 11 ] 게임 인포머 6.5 / 10 [ 12 ] 게임 레볼루션 C- [ 13 ] 게임스팟 7 / 10 [ 14 ] 게임존 8.5 / 10 IGN 8 / 10 [ 15 ] OPM (US) 6 / 10 [ 16 ] |          |
| 통합 점수 |          |
| 통합사 | 점수     |
| 게임랭킹스 | 69%      |
| 메타크리틱 | 65/100   |
| 평론 점수 |          |
| 평론사 | 점수     |
| EGM | 3.5 / 10 |
| 패미츠 | 28 / 40  |
| 게임 인포머 | 6.5 / 10 |
| 게임 레볼루션 | C-       |
| 게임스팟 | 7 / 10   |
| 게임존 | 8.5 / 10 |
| IGN | 8 / 10   |
| OPM (US) | 6 / 10   |